# Хав'єр Мояно
Хав'єр Мояно Лухано (ісп. Javier Moyano Lujano; 23 лютого 1986, Хаен, Іспанія) — іспанський футболіст, захисник.

## Клубна кар'єра
Хав'єр є вихованцем футбольного клубу «Реал Хаен». 30 січня 2005 року дебютував за основний склад, вийшовши на заміну в матчі проти «Алькала». 2007 року його віддали у оренду до «Лансароте» де він зіграв 16 матчів.
У червні 2010 року Хав'єр покидає «Реал Хаен» і підписує контракт з другим складом «Альмерії». Попри те, що він тренувався з основною командою, але так і не дебютував за неї.
Наступний сезон він почав в іншій команді Сегунди Б — «Мелілья», зігравши за неї 35 матчів. Влітку 2012 року підписав контракт з «Тенерифе». За підсумками сезону його команда посіла перше місце й вийшла до Сегунди. 18 серпня 2013 року зіграв свою першу гру у професійній лізі, матч закінчився мінімальною поразкою від «Алькоркона» а сам Хав'єр провів весь матч.
18 серпня 2015 підписано контакт з «Вальядолідом», трансферна вартість становила 50000€.

## Статистика виступів
Станом на 6 жовтня 2020
| Сезон              | Клуб               | Дивізіон           | Ліга | Ліга | Кубок | Кубок | Fases Ascenso | Fases Ascenso | Загалом | Загалом |
| Сезон              | Клуб               | Дивізіон           | Ігри | Голи | Ігри  | Голи  | Ігри          | Голи          | Ігри    | Голи    |
| ------------------ | ------------------ | ------------------ | ---- | ---- | ----- | ----- | ------------- | ------------- | ------- | ------- |
| 2006/07            | «Реал Хаен»        | Сегунда Дивізіон Б | 4    | 0    | -     | -     | -             | -             | 4       | 0       |
| 2007/08            | «Реал Хаен»        | Сегунда Дивізіон Б | 27   | 1    | -     | -     | -             | -             | 27      | 1       |
| 2008/09            | «Реал Хаен»        | Сегунда Дивізіон Б | 34   | 0    | -     | -     | 4             | 0             | 38      | 0       |
| 2009/10            | «Реал Хаен»        | Сегунда Дивізіон Б | 36   | 0    | -     | -     | 4             | 0             | 40      | 0       |
| 2010/11            | «Альмерія Б»       | Сегунда Дивізіон Б | 36   | 0    | -     | -     | -             | -             | 36      | 0       |
| 2011/12            | «Мелілья»          | Сегунда Дивізіон Б | 34   | 3    | 1     | 0     | -             | -             | 35      | 3       |
| 2012/13            | «Тенерифе»         | Сегунда Дивізіон Б | 36   | 0    | -     | -     | 3             | 0             | 39      | 0       |
| 2013/14            | «Тенерифе»         | Сегунда Дивізіон   | 39   | 0    | 1     | 0     | -             | -             | 40      | 0       |
| 2014/15            | «Тенерифе»         | Сегунда Дивізіон   | 40   | 0    | 1     | 0     | -             | -             | 41      | 0       |
| 2015/16            | «Реал Вальядолід»  | Сегунда Дивізіон   | 24   | 0    | -     | -     | -             | -             | 24      | 0       |
| 2016/17            | «Реал Вальядолід»  | Сегунда Дивізіон   | 41   | 0    | -     | -     | -             | -             | 41      | 0       |
| 2017/18            | «Реал Вальядолід»  | Сегунда Дивізіон   | 26   | 1    | 4     | 0     | 2             | 0             | 32      | 1       |
| 2018/19            | «Реал Вальядолід»  | Прімера Дивізіон   | 27   | 0    | 2     | 0     | -             | -             | 29      | 0       |
| 2019/20            | «Реал Вальядолід»  | Прімера Дивізіон   | 26   | 0    | 1     | 0     | -             | -             | 27      | 0       |
| 2020/21            | «Реал Вальядолід»  | Прімера Дивізіон   | 2    | 0    | 0     | 0     | -             | -             | 2       | 0       |
| Загалом за кар'єру | Загалом за кар'єру | Загалом за кар'єру | 432  | 5    | 10    | 0     | 13            | 0             | 455     | 5       |

## Досягнення
«Реал Хаен»
- Володар кубка федерації Іспанії (1): 2008/09

«Тенерифе»
- Переможець Сегунди Б (1): 2012/13